# Petra Somlai
Petra Somlai (30 november 1981) is een Hongaarse musicienne, spelend op pianoforte en andere toetsinstrumenten.

## Levensloop
Somlai behaalde de diploma's dirigeren en piano aan het Béla Bartók Conservatorium in Boedapest. Ze studeerde verder piano aan de Franz Liszt Muziekacademie in 2007.
Ze interesseerde zich in stijgende mate voor de authentieke uitvoering op oude instrumenten en studeerde daarom klavecimbel en pianoforte in Engeland bij David Ward, alsook aan de Koninklijke Conservatoria van Amsterdam en Den Haag, bij Fabio Bonizzoni, Menno van Delft en Bart van Oort.
Ze geeft solorecitals en treedt op in kamermuziekformatie. Ze wordt ook vaak uitgenodigd om als soliste of als continuospeelster op te treden samen met orkesten. Ze werkt ook mee aan verschillende musicologische projecten.
In 2010 won ze de Eerste prijs en de Publieksprijs tijdens het Internationale Pianoforteconcours in het kader van het MAfestival in Brugge. Ze ontving ook de Culturele Prima Primissima Award voor jong talent.
In 2011 speelde ze in duo met Leonardo Miucci op pianofortes, met de ambitie oude muziek als nieuw te doen klinken. Ze speelden werken van Haydn, Mozart, Schubert en Beethoven op fortepiano, om de veel zachtere klank van het instrument te benutten teneinde de meesterwerken te laten horen zoals ze klonken rond 1800.